# Julien Maunoir
Julien Maunoir (1er octobre 1606 à Saint-Georges-de-Reintembault, Ille-et-Vilaine − 28 janvier 1683 à Plévin, en Côtes-d'Armor) était un prêtre jésuite français, prédicateur et missionnaire dans les campagnes bretonnes. Communément appelé de son vivant comme par l'historiographie "le Père Maunoir" en français et "Tad Maner" en breton, son action et sa mémoire furent honorées par les catholiques qui instruisirent son procès en béatification du titre d'« apôtre de la Bretagne ». Il est béatifié le 20 mai 1951.

## Jeunesse et formation
Il étudie au collège des Jésuites de Rennes à partir de 1621. Il y rencontre le père Pierre Coton, confesseur du roi Henri IV devenu provincial de France. Ce dernier le reçoit au noviciat de Saint-Germain de Paris le 16 septembre 1625, où il prononce ses premiers vœux en 1627.
Il étudie ensuite la philosophie au collège de La Flèche (1627-1630) et enseigne le latin et le grec au collège de Quimper (1630-1633). En novembre 1630, il reçoit la visite de dom Michel Le Nobletz qui voit en lui celui qui lui succédera comme missionnaire des campagnes bretonnes. C'est alors qu'il se met à l'étude de la langue bretonne pour être mieux à même de communiquer la foi aux paysans bretons. Certains hagiographes enthousiastes affirment que Julien Maunoir reçut d'un ange le don de la langue bretonne... Cela se serait passé dans la chapelle de Ty Mamm Doue à Kerfeunteun où le Comité de sauvegarde perpétue le souvenir de l'action du Père Maunoir dans ce lieu où la langue bretonne est supposée lui avoir été révélée, tout en maintenant une fête de quartier , à l'époque paroisse limitrophe de Quimper. Au bout de deux ans il la maîtrise suffisamment pour enseigner le catéchisme, visiter les malades dans les hôpitaux et instruire de la religion en deux ans plus de 30 000 personnes.
Un an d'enseignement à Tours (1633-1634) et quatre ans d'études théologiques à Bourges (1634-1638) complètent sa formation académique. Maunoir est ordonné prêtre le 6 juin 1637. Il fait ensuite son troisième an à Rouen (1638-1639).

## Ministère apostolique

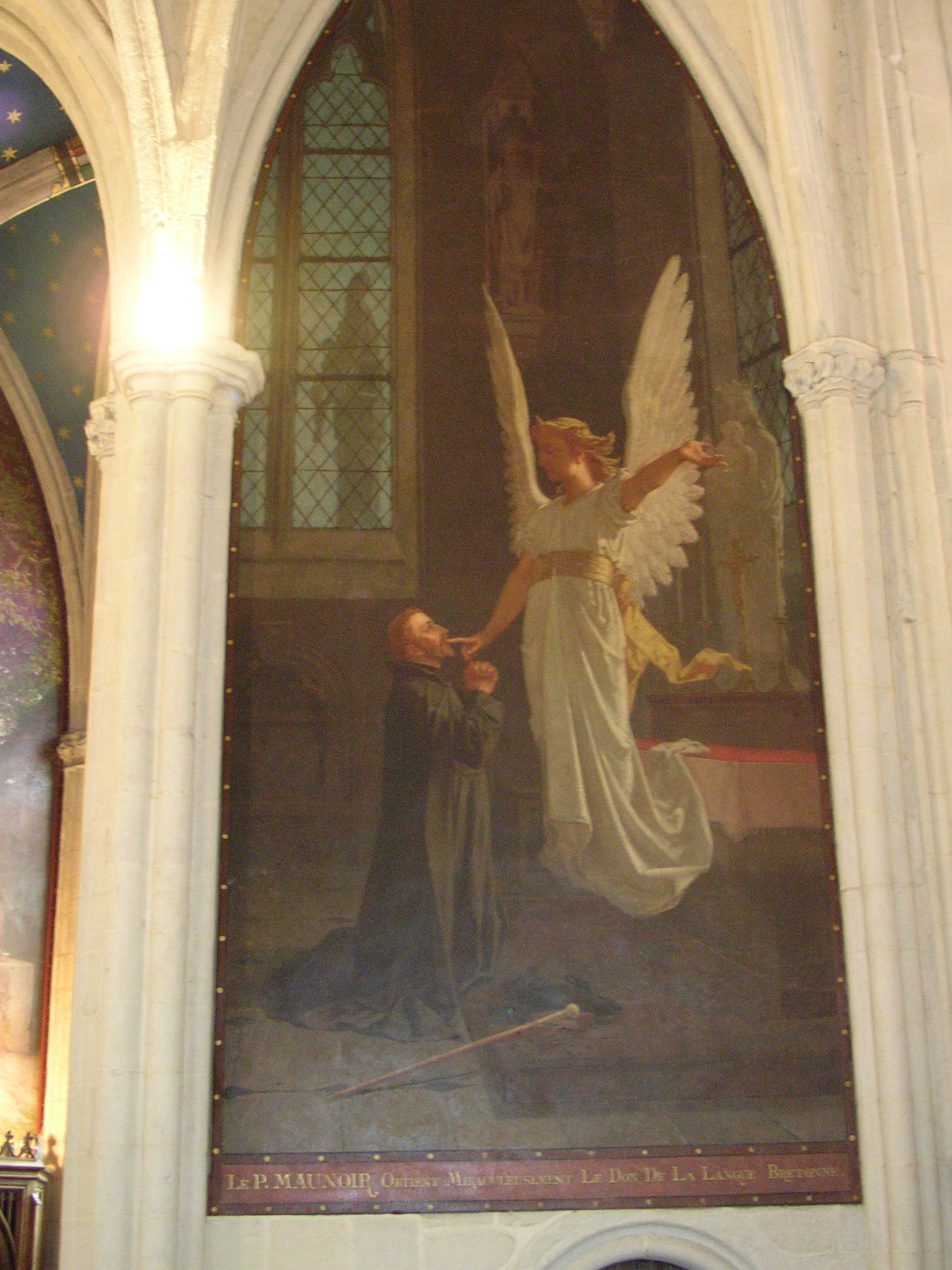
Le P. Maunoir obtient miraculeusement le don de la langue bretonne, peinture murale de Yan' Dargent dans la Cathédrale Saint-Corentin de Quimper.

En 1640 Julien Maunoir est enfin de retour à Quimper. À la suite d'un rêve et d'une guérison qu'il estima miraculeuse (peu après la Noël 1636), il s'était voué à être missionnaire en Basse-Bretagne. Il commence ce ministère avec une première mission à Douarnenez (1641). Ensuite, pendant 43 ans, il parcourt la Bretagne, de Crozon à Rennes, prêchant 439 missions rurales dans tous les diocèses de la Bretagne.
Dans ces missions, il se servait des cartes allégoriques du père Michel Le Nobletz - les fameux "taolennoù" ou tableaux de mission - mais il employa deux autres moyens auxquels il donna un grand éclat : le cantique, breton ou français, et la procession, couronnement de la mission, dans laquelle il retraçait les scènes de la vie de Jésus. Les fidèles accouraient en grands nombres à ces clôtures de missions où il prenait la parole. Des conversions éclatantes, des guérisons extraordinaires venaient confirmer l'action du missionnaire.
40 000 personnes instruites, 3 000 conversions, tel est le bilan dressé par le Père Maunoir lui-même pour une année.
Au début de ses missions, le P. Maunoir n'avait qu'un seul compagnon, le P. Bernard, mais bientôt quelques prêtres séculiers, enflammés par son zèle, le secondèrent.
Julien Maunoir mourut à la peine après une vie de fatigues et d'austérités, le 28 janvier 1683 en préparant une dernière mission à Plévin.
Il a été béatifié le 4 mars 1951 par décret pontifical du pape Pie XII, qui le fait bienheureux le 20 mai 1951 et l'élève au rang des protecteurs de la Bretagne.
Les actions de Julien Maunoir font encore l'objet de controverses de nos jours, par exemple entre Fanch Morvannou, auteur d'une biographie de Julien Maunoir et la revue Courrier du Kreiz Breizh.

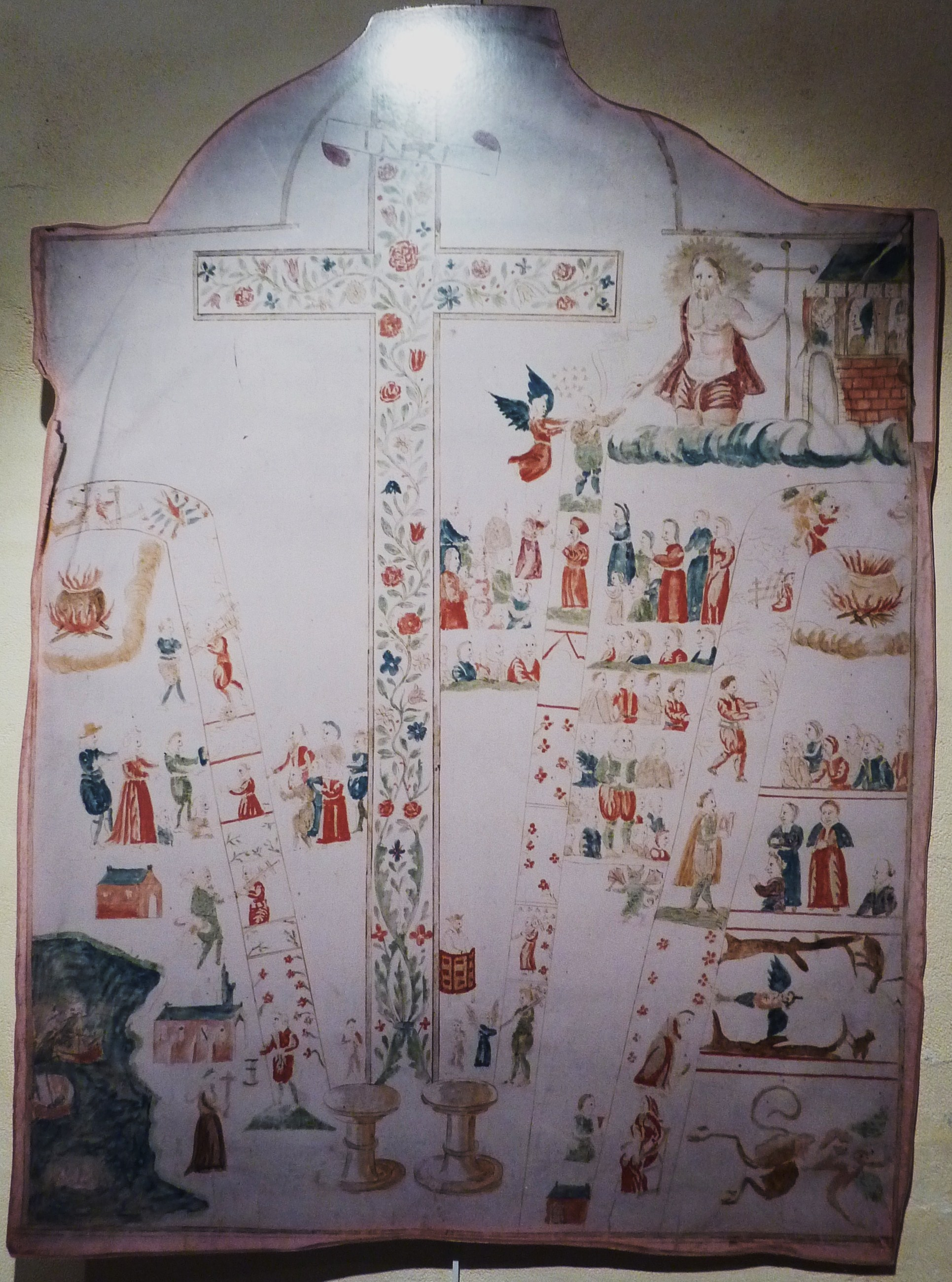
Tableau de mission de Michel Le Nobletz réutilisé par Julien Maunoir : la carte de la Croix
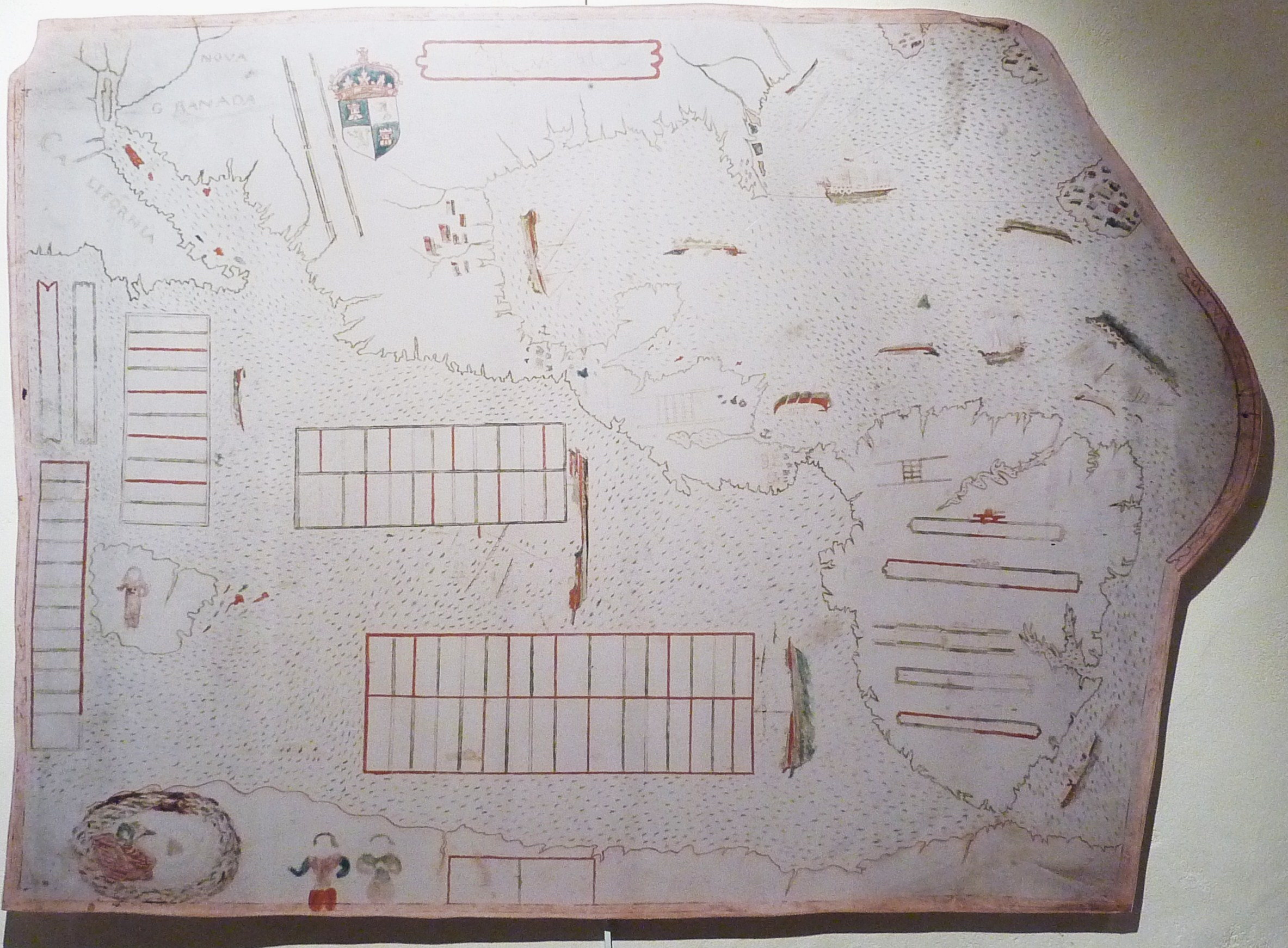
Tableau de mission de Michel Le Nobletz réutilisé par Julien Maunoir : la carte des conseils (vue partielle)
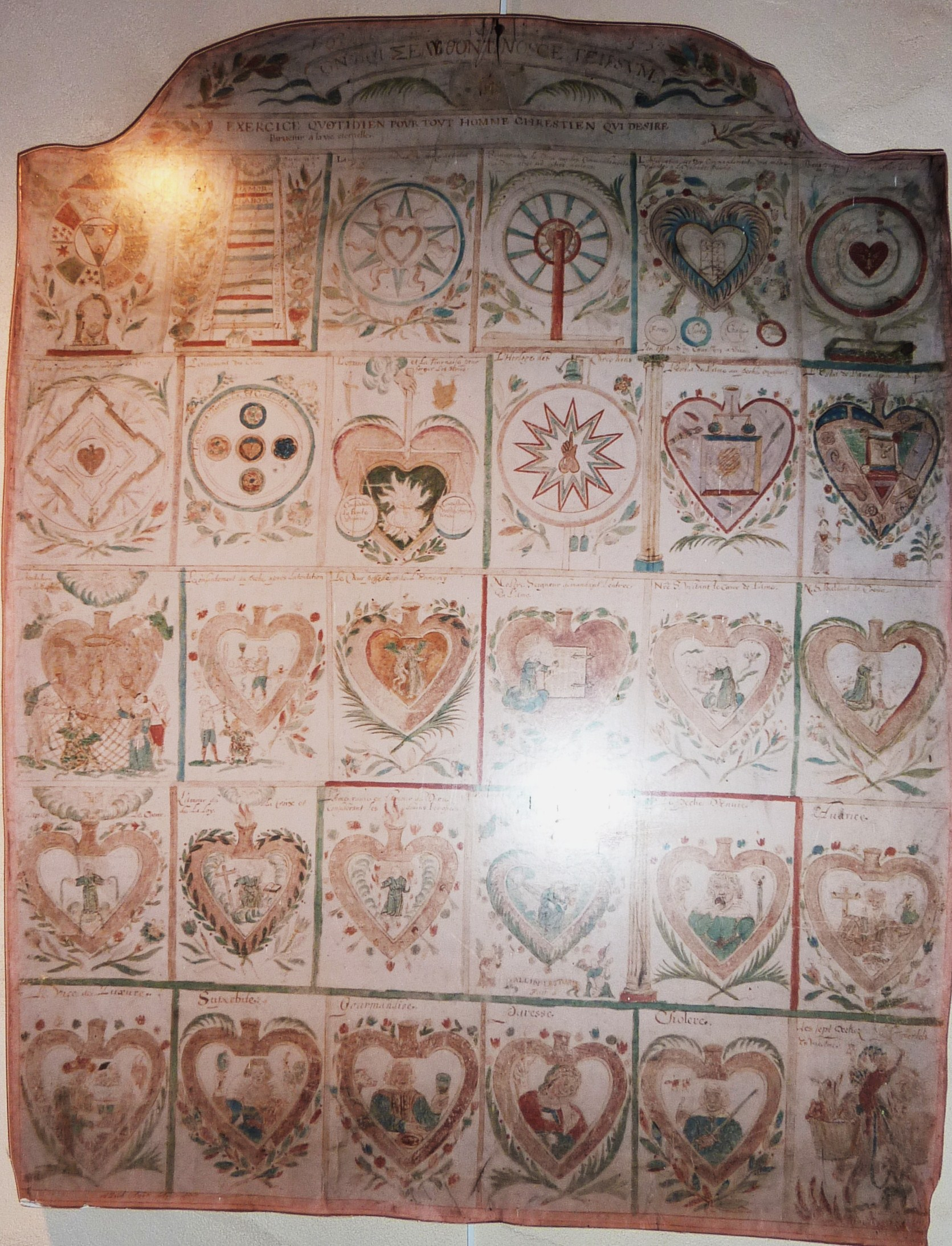
Tableau de mission de Michel Le Nobletz réutilisé par Julien Maunoir : la carte des cœurs (vue d'ensemble)
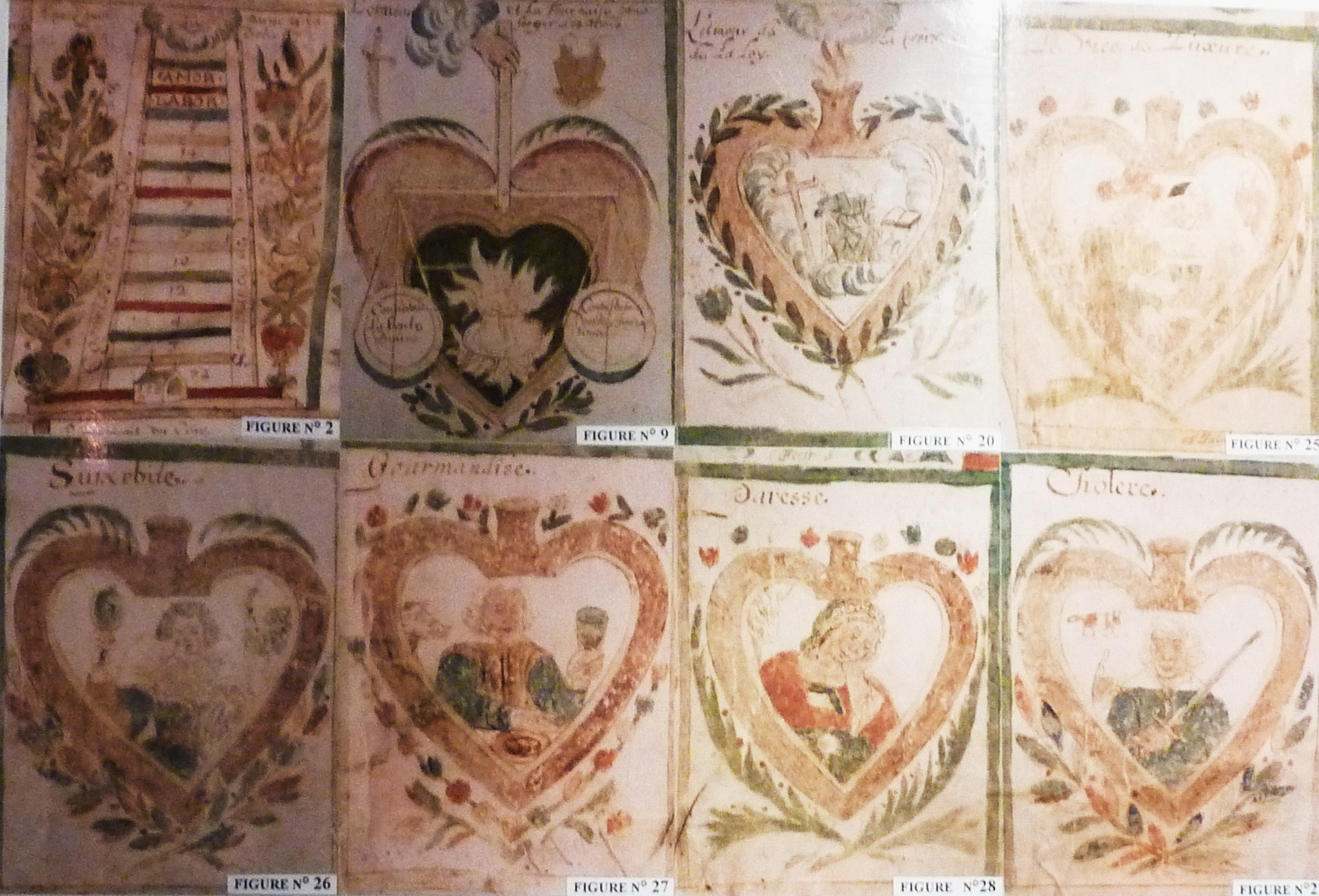
Tableau de mission de Michel Le Nobletz réutilisé par Julien Maunoir : la carte des cœurs (vue partielle)
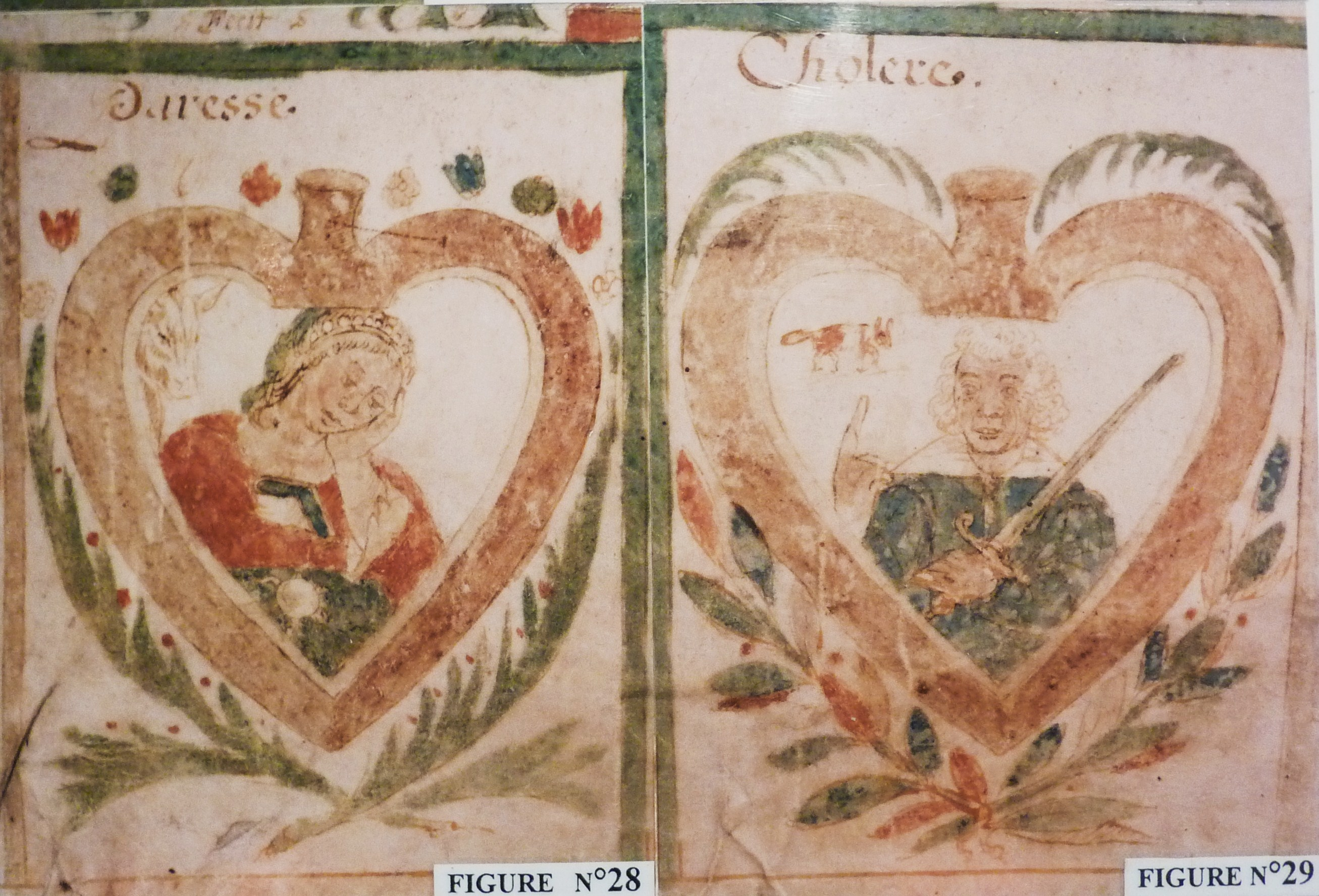
Tableau de mission de Michel Le Nobletz réutilisé par Julien Maunoir : la carte des cœurs (paresse et colère)
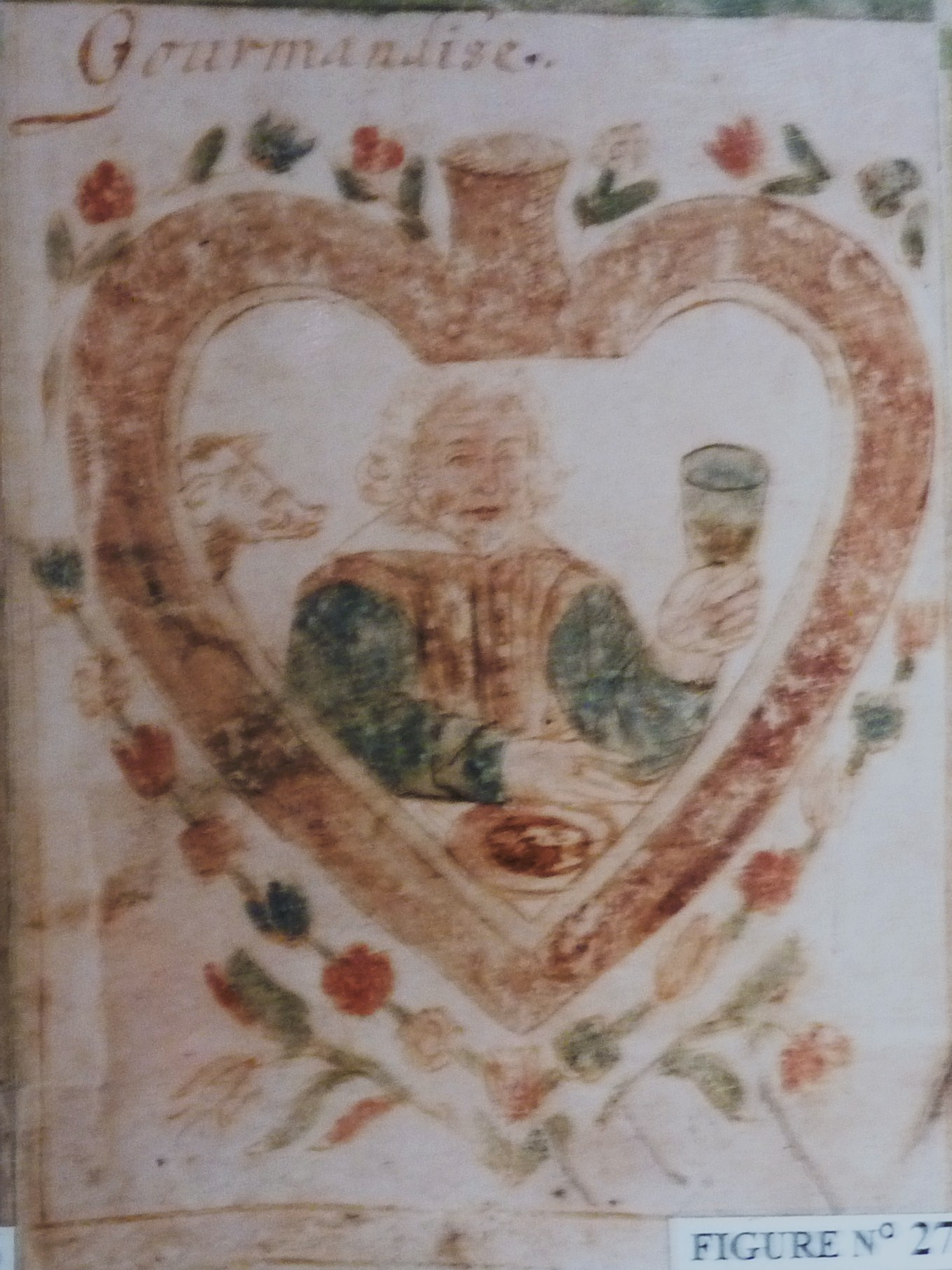
Tableau de mission de Michel Le Nobletz réutilisé par Julien Maunoir : la carte des cœurs (gourmandise)
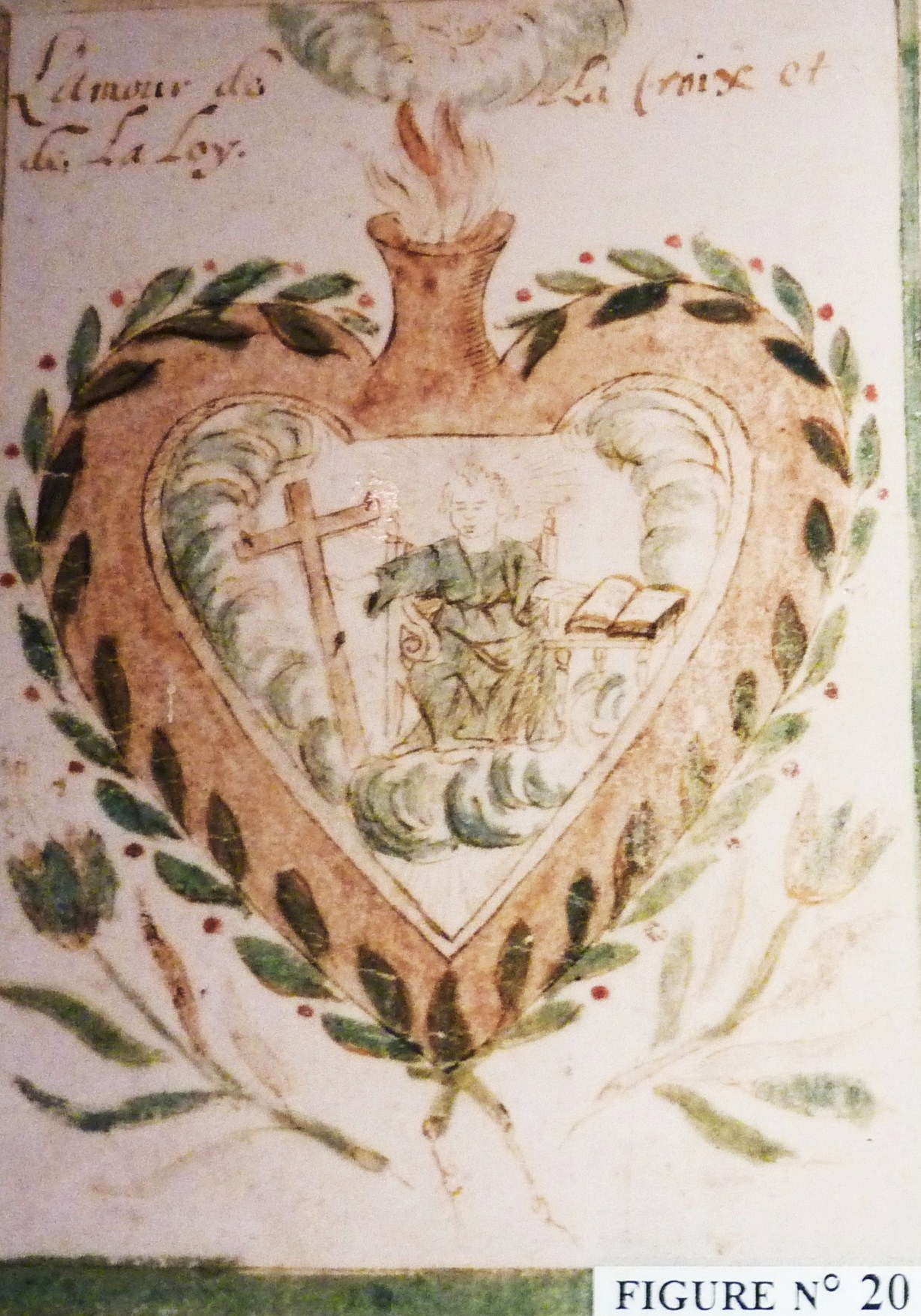
Tableau de mission de Michel Le Nobletz réutilisé par Julien Maunoir : la carte des cœurs (l'amour de la Croix et de la Loi)
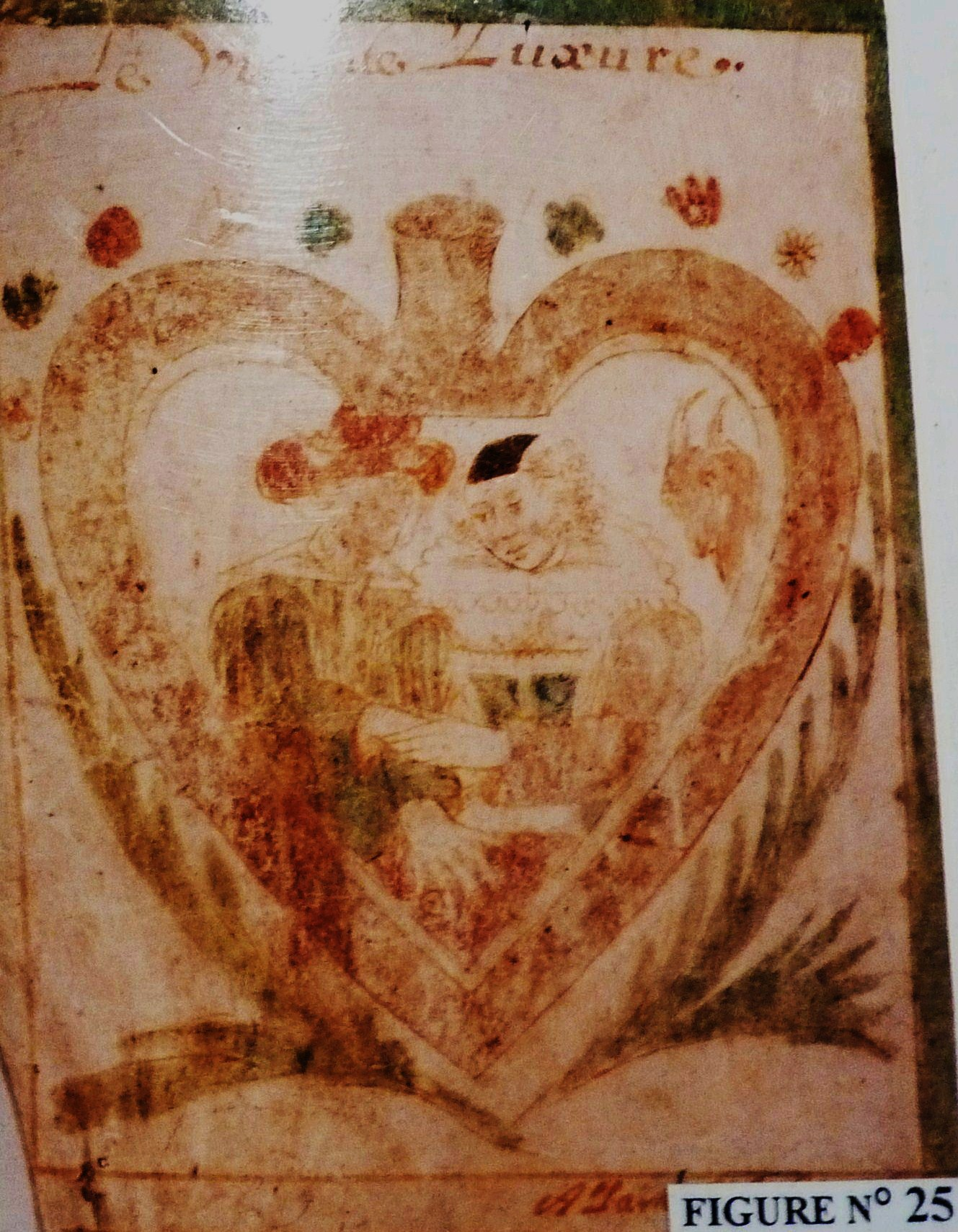
Tableau de mission utilisé de Michel Le Nobletz réutilisé par Julien Maunoir : la carte des cœurs (la luxure)
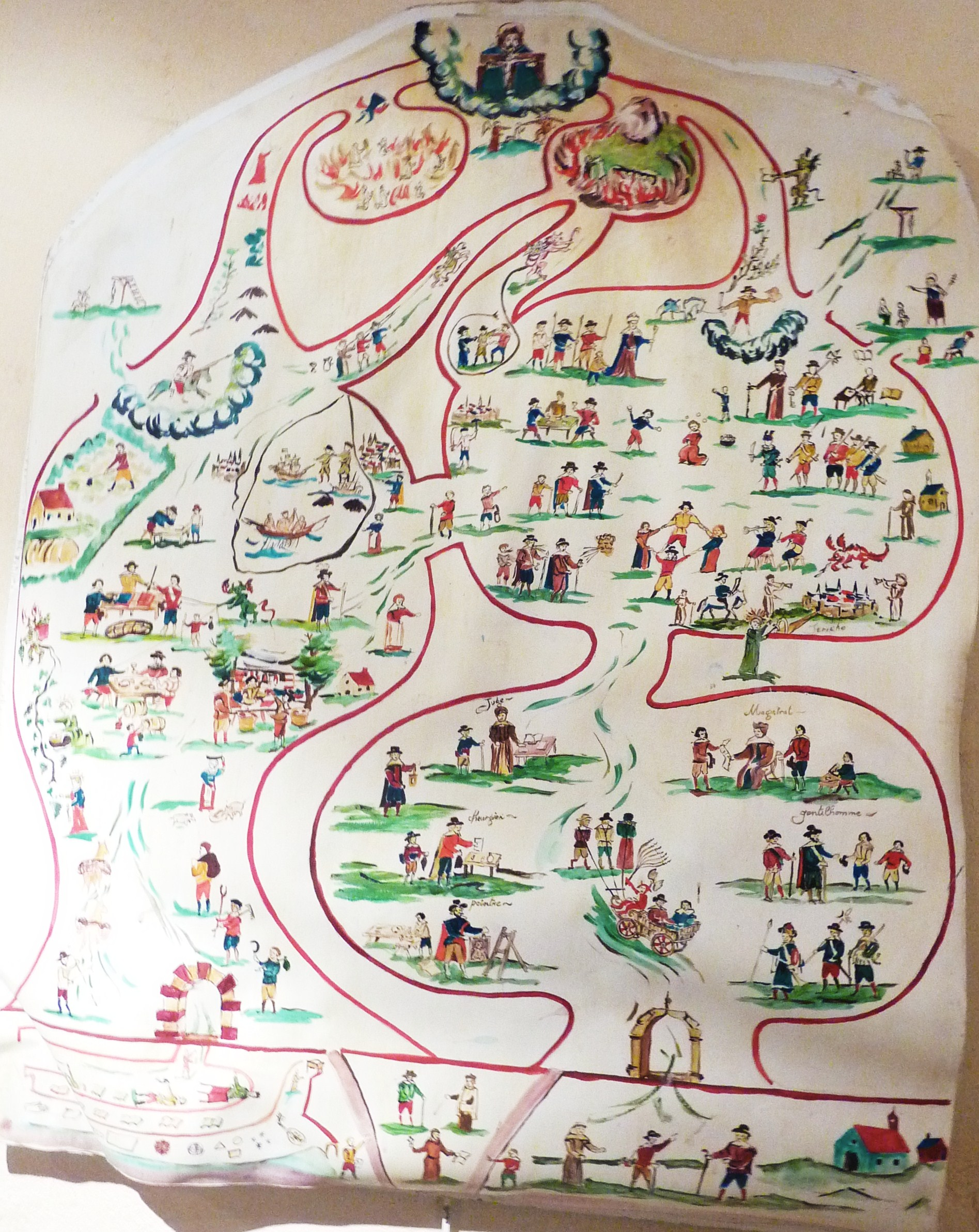
Tableau de mission utilisé de Michel Le Nobletz réutilisé par Julien Maunoir : carte du miroir du monde
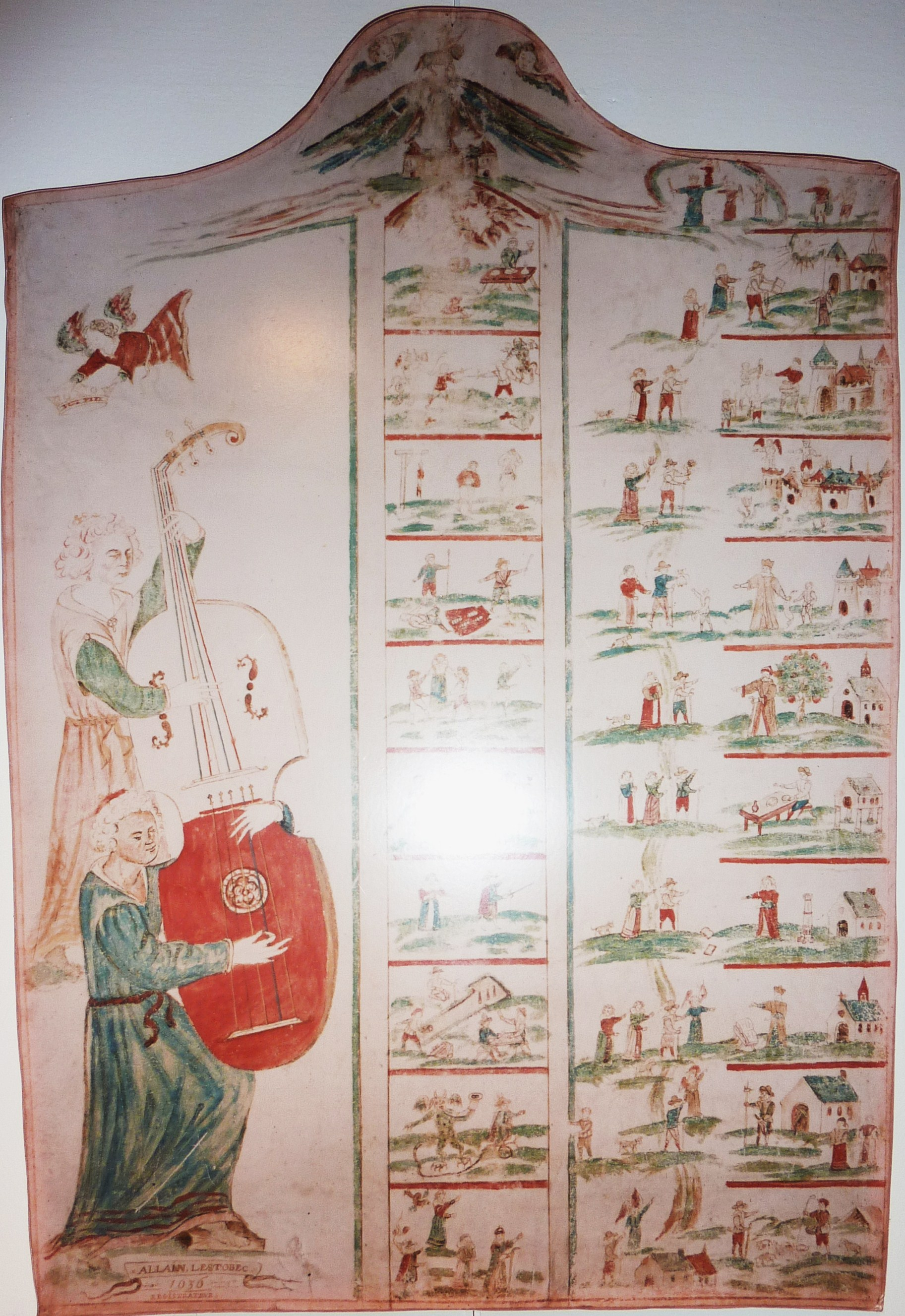
Tableau de mission de Michel Le Nobletz réutilisé par Julien Maunoir : Le Désirant

## Les cantiques du Père Maunoir

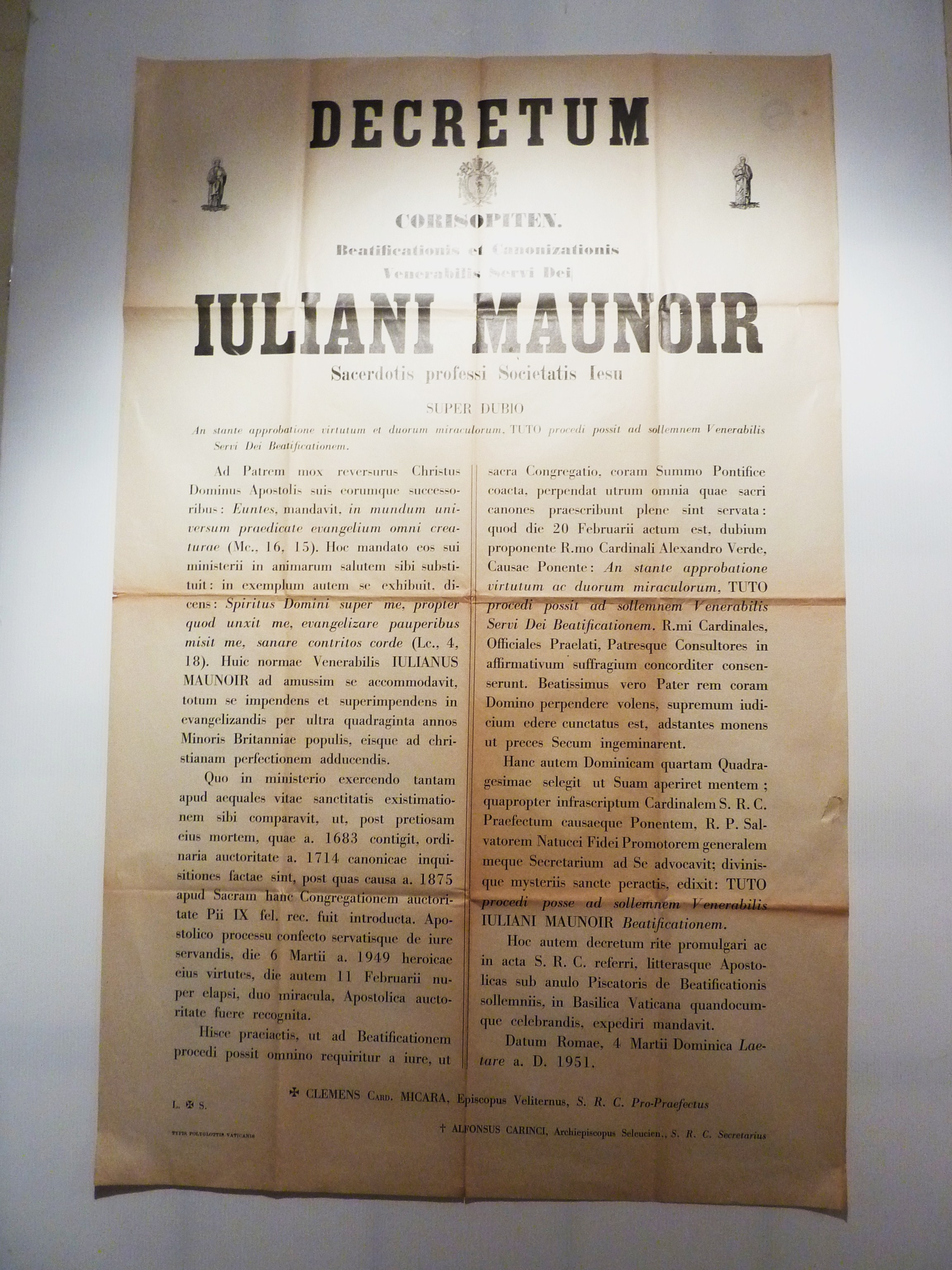
Le décret de béatification de Julien Maunoir (1951).

En 1641, il publie un premier recueil de cantiques bretons, qu'il utilise pour la première fois lors d'une mission à Douarnenez. En 1678, il en est déjà à la quinzième édition, enrichie au fil des ans : Canticou spirituel hac instrutionou profitable evit disqui an hent da vont dar Barados. Composed gant an Tat Julian Maner Religius eus ar Gompagnunez Iesus, corriget ganta a nevez en Edition pemzegvet man. La Bibliothèque nationale possède un exemplaire de l'édition de 1686.
Ces cantiques en langue bretonne, vendus lors de ses missions par un mercier qui l'accompagnait, Guillaume Yvonnic, devinrent vite très populaires ; on les vendait dans tous les évêchés bretonnants.
Il publia deux autres ouvrages contenant des cantiques, l'un en 1671 (Templ consacret dar passion Jesus-Christ batisset gant ar Speret glan er galon ar Christen devot) qui eût aussi de nombreuses éditions, l'autre (An Abrege eus an Doctrin christen ..), recueil de prières cournouaillaises.

## La défense de Marie-Amice Picard
Julien Maunoir a écrit La vie de Marie Amice Picard, manuscrit dans lequel il défend Marie-Amice Picard, cette bretonne léonarde mystique et stigmatisée décédée à Saint-Pol-de-Léon le 25 décembre 1652. Ce manuscrit a été repris en version abrégée depuis par le père jésuite Jean-François de la Marche en 1756, et par l'abbé Peyron, chanoine à Quimper, en 1892.

## Publications

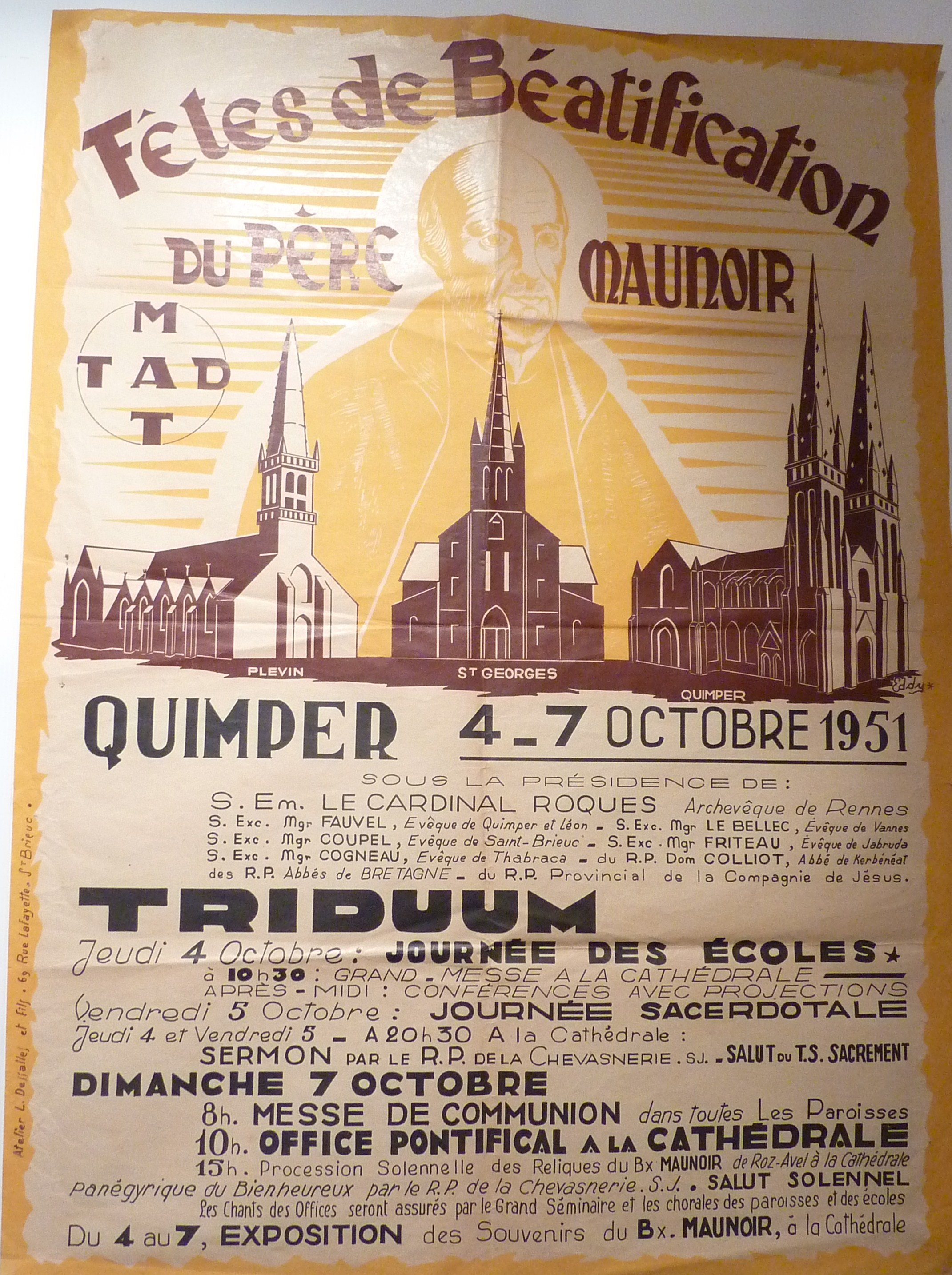
Les fêtes de béatification de Julien Maunoir (1951, Quimper).

- Canticou spirituel hac instructionou profitabl evit disqui an hent da vont d'ar barados (vers 1642)[11]
- Ar Vuhez Sant Caurintin (Vie de saint Corentin en 766 vers bretons. Elle se trouve en tête des Canticou spirituel, mais a été souvent rééditée à part[12]).
- Le Sacré-Collège de Jésus (catéchisme en breton, avec dictionnaire grammaire et syntaxe), 1659[13]
- an Templ consacret d'ar Passion Jesus-Christ (1671)[14]
  - Réédité en 1876, sous le titre Levr an Tad Maner (Livre du Père Maunoir), avec les Quenteliou Jesus d'an oll dud fidel (Leçons de Jésus à tout le monde fidèle) publiées dans le Sacré Collège de Jésus[15]
- Melezour ar Galonou (Miroir des Cœurs, 1675)[16]
- Abrégé de la science du salut[17]
- La Vie du Vénérable Dom Michel Le Nobletz[18]
- La Vie manuscrite du Père Pierre Bernard (ouvrage perdu)
- La Vie manuscrite de Catherine Danielou [19]
- La Vie manuscrite de Marie-Amice Picard[20]
- La Vie manuscrite de Monsieur de Trémaria, prêtre séculier et missionnaire (1674)[21]
  - Vie de Monsieur de Trémaria, prêtre séculier et missionnaire, édition établie, annotée et présentée par Hervé Queinnec, Pabu, À l’ombre des mots, novembre 2022  (ISBN 978-2-490508-27-3)
- Journal des missions (1631-1650, en latin) :
  - Julien Maunoir (trad. du latin par Anne-Sophie et Jérôme Cras, préfacé et édité par Eric Lebec), Miracles et sabbats. Journal du père Maunoir, missions en Bretagne, 1631-1650, Paris, Les Editions de Paris - Max Chaleil, 22 octobre 1997, 174 p. (ISBN 978-2905291653)
  - Le bienheureux Julien Maunoir, missionnaire en Bretagne. Journal latin des missions. 1631-1650 (texte latin et traduction en français), traduit et présenté par Fañch Morvannou, préfacé et édité par Hervé Queinnec, Quimper, Société archéologique du Finistère, décembre 2020, 387 p.  (ISBN 978-2-906790-22-3)
- Les Dictionnaires français-breton et breton-français du R.P. Julien Maunoir (1659)
  - réédition, Saint-Brieuc, éditions Skol, 1996, 2 vol. (706 p.)